# Rhyzobius lophanthae
Rhyzobius lophanthae är en skalbaggsart som först beskrevs av Blaisdell 1892.  Rhyzobius lophanthae ingår i släktet Rhyzobius och familjen nyckelpigor. Inga underarter finns listade i Catalogue of Life.